# Seychelles National Party
De Seychelles National Party (Nederlands: Nationale Partij van de Seychellen) is een liberale politieke partij op de Seychellen. 
De SNP werd in 1993 opgericht onder de naam United Opposition (Party) (Verenigde Oppositie(partij)). Het was een samenwerking van kleinere liberale partijen, zoals de Parti Seselwa van de Anglicaanse dominee Wavel Ramkalawan. De UO bestreed het bewind van de socialistische president France-Albert René en was voorstander van economische hervormingen.
In 1994 werd de naam van United Opposition gewijzigd in Seychelles National Party. De SNP bestond sindsdien uit de volgende partijen: de Seychelles National Movement van Gabriel Hoarau, de National Alliance Party van Philippe Boullé (presidentskandidaat in 2001) en de Parti Seselwa van Wavel Ramkalawan.
De SNP in haar huidige hoedanigheid streeft naar uitgebreide (economische) hervormingen en het respecteren van de mensenrechten. Ds. Wavel Ramkalawan is de huidige partijvoorzitter.
De SNP maakt sinds 2016 met enkele andere partijen deel uit van de Linyon Demokratik Seselwa (Seychelse Democratische Alliantie). Bij de verkiezingen van 2020 verkreeg de LDS 25 parlementszetels, waarmee Ramkalawan tot president van de Seychellen werd verkozen.